# Nederlands kampioenschap vrouwenvoetbal
Sinds het seizoen 1973/74 wordt er gestreden om het Nederlands kampioenschap vrouwenvoetbal.
Van 1974 tot en met 1991 werd het kampioenschap beslist tussen de zes districtskampioenen (Noord, Oost, West-I, West-II, Zuid-I, Zuid-II). Deze kampioenschappen werden beslist in een halve competitie op een eendaagstoernooi waarbij de wedstrijdduur 2 keer 15 minuten bedroeg. In 1992, 1993 en 1994 werd het kampioenschap beslist tussen de drie kampioenen van de Hoofdklassen A, B en C middels een onderlinge volledige competitie. Van 1995 tot en met 2007 was de kampioen van de landelijke Hoofdklasse (in 1995 onder de noemer “Eredivisie” gespeeld) tevens de nieuwe landskampioen. Alle seizoenen betrof het amateurkampioenschappen.
In het seizoen 2007/08 werd de professionele Eredivisie voor vrouwen ingesteld. De kampioen van de Eredivisie was automatisch landskampioen. In de seizoenen 2012/13-2014/15 werd er gespeeld in de Women's BeNe League, een competitie waarin de Belgische Eerste klasse en de Nederlandse Eredivisie werden samengevoegd. Het hoogst eindigende Nederlandse team hierin was de landskampioen.

## Landskampioenen
1. ↑  In het seizoen 1994/95 werd de landelijke Hoofdklasse onder de noemer “Eredivisie” gespeeld.
2. ↑  Het seizoen 2019/20 werd niet afgemaakt in verband met de coronacrisis.

### Titels per club
| Club            | Titels | in:                                                        |
| --------------- | ------ | ---------------------------------------------------------- |
| FC Twente ()    | 10     | 2011, 2013, 2014, 2015, 2016, 2019, 2021, 2022, 2024, 2025 |
| SV Saestum      | 8      | 1996, 1997, 1998, 1999, 2000, 2002, 2005, 2006             |
| DVC Den Dungen  | 5      | 1991, 1992, 1993, 1994, 1995                               |
| SV Braakhuizen  | 4      | 1977, 1980, 1981, 1987                                     |
| Ter Leede       | 4      | 2001, 2003, 2004, 2007                                     |
| AFC Ajax        | 3      | 2017, 2018, 2023                                           |
| AZ              | 3      | 2008, 2009, 2010                                           |
| RKTVC           | 2      | 1983, 1988                                                 |
| KFC '71         | 2      | 1986, 1989                                                 |
| VV Reutum       | 1      | 1974                                                       |
| SV Osdorp       | 1      | 1975                                                       |
| FC Blauw-Wit    | 1      | 1976                                                       |
| SC St. Hubert   | 1      | 1978                                                       |
| SV Alkmania     | 1      | 1979                                                       |
| Puck Deventer   | 1      | 1982                                                       |
| VV Groote Lindt | 1      | 1984                                                       |
| UD Weerselo     | 1      | 1985                                                       |
| VV Rijsoord     | 1      | 1990                                                       |
| ADO Den Haag    | 1      | 2012                                                       |
| Totaal          | 51     |                                                            |

### Titels per plaats
| Plaats        | Titels | Club(s)                               |
| ------------- | ------ | ------------------------------------- |
| Enschede      | 10     | FC Twente                             |
| Zeist         | 8      | SV Saestum                            |
| Amsterdam     | 5      | AFC Ajax (3), FC Blauw-Wit, SV Osdorp |
| Den Dungen    | 5      | DVC Den Dungen                        |
| Geldrop       | 4      | SV Braakhuizen                        |
| Sassenheim    | 4      | Ter Leede                             |
| Alkmaar       | 3      | AZ                                    |
| Delft         | 2      | KFC '71                               |
| Tiel          | 2      | RKTVC                                 |
| Den Haag      | 1      | ADO Den Haag                          |
| Deventer      | 1      | Puck Deventer                         |
| Oude Wetering | 1      | SV Alkmania                           |
| Reutum        | 1      | VV Reutum                             |
| Ridderkerk    | 1      | VV Rijsoord                           |
| Sint Hubert   | 1      | SC St. Hubert                         |
| Weerselo      | 1      | UD Weerselo                           |
| Zwijndrecht   | 1      | VV Groote Lindt                       |
| Totaal        | 51     |                                       |

### Titels per provincie
| Provincie     | Titels | Club(s)                                                                             |
| ------------- | ------ | ----------------------------------------------------------------------------------- |
| Overijssel    | 13     | FC Twente (10), Puck Deventer, VV Reutum, UD Weerselo                               |
| Noord-Brabant | 10     | DVC Den Dungen (5), SV Braakhuizen (4), SC St. Hubert                               |
| Zuid-Holland  | 10     | Ter Leede (4), KFC '71 (2), SV Alkmania, VV Rijsoord, VV Groote Lindt, ADO Den Haag |
| Utrecht       | 8      | SV Saestum                                                                          |
| Noord-Holland | 8      | AFC Ajax (3), AZ (3), FC Blauw-Wit, SV Osdorp                                       |
| Gelderland    | 2      | RKTVC                                                                               |
| Totaal        | 51     |                                                                                     |

## Het huidige competitiesysteem
Onderstaande tabel toont de structuur van het voetbalsysteem per 1 juli 2023 voor de standaardteams. Voor elke competitie de officiële naam en het aantal clubs dat erin speelt. Op vrijwel ieder niveau gelden er verschillende promotiemogelijkheden.
| Niveau | Naam           | Divisie/klasse                                   | Divisie/klasse                                   | Divisie/klasse                                   | Divisie/klasse                                   |
| ------ | -------------- | ------------------------------------------------ | ------------------------------------------------ | ------------------------------------------------ | ------------------------------------------------ |
| 1      | Eredivisie     | Eredivisie 12 clubs                              | Eredivisie 12 clubs                              | Eredivisie 12 clubs                              | Eredivisie 12 clubs                              |
| 2      | Eerste divisie | A 8 clubs                                        | A 8 clubs                                        | B 7 clubs                                        | B 7 clubs                                        |
|        |                |                                                  |                                                  |                                                  |                                                  |
| 3      | Topklasse      | Topklasse 12 clubs                               | Topklasse 12 clubs                               | Topklasse 12 clubs                               | Topklasse 12 clubs                               |
| 4      | Hoofdklasse    | Zaterdag 12 clubs                                | Zaterdag 12 clubs                                | Zondag 12 clubs                                  | Zondag 12 clubs                                  |
| 5      | Eerste klasse  | Groep A 12 clubs                                 | Groep B 12 clubs                                 | Groep C 12 clubs                                 | Groep D 12 clubs                                 |
| 6      | Tweede klasse  | Regionaal ingedeeld 12 clubs per competitiepoule | Regionaal ingedeeld 12 clubs per competitiepoule | Regionaal ingedeeld 12 clubs per competitiepoule | Regionaal ingedeeld 12 clubs per competitiepoule |
| 7      | Derde klasse   | Regionaal ingedeeld 12 clubs per competitiepoule | Regionaal ingedeeld 12 clubs per competitiepoule | Regionaal ingedeeld 12 clubs per competitiepoule | Regionaal ingedeeld 12 clubs per competitiepoule |
| 8      | Vierde klasse  | Regionaal ingedeeld 12 clubs per competitiepoule | Regionaal ingedeeld 12 clubs per competitiepoule | Regionaal ingedeeld 12 clubs per competitiepoule | Regionaal ingedeeld 12 clubs per competitiepoule |